# Hiệp hội Nhà thầu Xây dựng Việt Nam
Hiệp hội Nhà thầu Xây dựng Việt Nam là tổ chức xã hội nghề nghiệp phi lợi nhuận của những người và tổ chức, doanh nghiệp được phép hành nghề xây dựng tại Việt Nam.
Hội có tên giao dịch tiếng Anh là Vietnam Association of Construction Contractors, viết tắt là VACC.
Hiệp hội thành lập ngày 03/08/2005, được phê duyệt thành lập cùng với Điều lệ Hiệp hội hiện hành tại Quyết định số 76/2005/QĐ-BNV ngày 03/08/2005 của Bộ Nội vụ.
Văn phòng Hiệp hội đặt tại địa chỉ Số nhà 32, ngõ 121 Thái Hà, phường Trung Liệt, quận Đống Đa, Hà Nội, Việt Nam.

## Mục tiêu
Mục tiêu của Hiệp hội là tập hợp, liên kết các doanh nghiệp xây lắp, tư vấn, sản xuất - kinh doanh vật liệu, thiết bị xây dựng... nhằm bảo vệ lợi ích chung và lợi ích chính đáng của các doanh nghiệp xây dựng, hỗ trợ các doanh nghiệp về quản lý, kinh doanh, về khoa học kỹ thuật và pháp lý, góp phần thúc  đẩy sự phát triển của ngành xây dựng Việt Nam..